# Toque manual de campanas
El toque manual de campanas es un método tradicional de tocar una campana utilizando una cuerda o un mango pegado a la campana. Este método se ha utilizado durante siglos en iglesias, escuelas y otros edificios para avisar del inicio de una misa o evento, o para llamar la atención de la gente.
Consiste en estirar la cuerda o el mango para mover la campana de un lado a otro, haciendo que suene. El campanero debe prestar mucha atención al ritmo de los tirones para producir un sonido consistente y armonioso.
El toque manual de campanas es un arte que requiere práctica y dedicación. En algunos casos, los campaneros deben aprender patrones complejos y secuencias de estiramientos para producir composiciones musicales elaboradas.
A pesar del surgimiento de sistemas automatizados, muchas personas todavía prefieren el toque manual de campanas, puesto que permite un mayor grado de control y expresión personal.
En algunos lugares, el toque manual de campanas se considera una parte importante del patrimonio cultural y se conserva y transmite de generación en generación. En 2022 fue declarado Patrimonio Inmaterial de la Humanidad.